# Beatrice d'Este (1475-1497)
Beatrice d'Este (1475-1497) stond bekend als een van de meest begaafde prinsessen uit de Italiaanse renaissance.
Zij was geboren in Ferrara als dochter van hertog Ercole I d'Este en Leonora van Napels. Net als haar oudere zuster Isabella d'Este kreeg zij uitstekend onderwijs en kwam zij in aanraking met de ideeën van de Renaissance aan het hof van hun ouders.
Op haar vijftiende trouwde zij met Ludovico Sforza, die toen regent van Milaan was voor zijn neefje, Gian Galeazzo Sforza. Leonardo da Vinci organiseerde het huwelijksfeest. Net als haar zuster omringde zij zich met de meest beroemde geleerden en kunstenaars van de Renaissance.
In 1492 bezocht zij Venetië als ambassadeur van haar echtgenoot, waar zij een goede indruk maakte. Toen Gian stierf in 1494 werd haar echtgenoot hertog. Hij betrok koning Karel VIII van Frankrijk en keizer Maximiliaan I van het Heilige Roomse Rijk bij de Italiaanse politiek, waardoor hij de hand had in het starten van de Italiaanse Oorlogen.
Na de slag bij Fornovo namen Beatrice en haar man deel aan het vredescongres van Vercelli tussen de Italiaanse leiders en Karel VIII. Zij toonde hierbij groot politiek talent.
In 1497 stierf zij echter op jonge leeftijd in het kraambed.

## Kinderen
- Massimiliano Sforza (1493-1530), hertog van Milaan 1512-1515
- Francesco II Sforza (1495-1535), hertog van Milaan 1521-1535